# Agalychnis psilopygion
Espèce
Synonymes
- Phyllomedusa psilopygion Cannatella, 1980
- Hylomantis psilopygion (Cannatella, 1980)

Statut de conservation UICN

 LC  : Préoccupation mineure
Agalychnis psilopygion est une espèce d'amphibiens de la famille des Phyllomedusidae.

## Répartition
Cette espèce se rencontre de 100 à 500 m d'altitude :
- en Colombie dans les départements de Cauca, de Chocó et de Valle del Cauca ;
- en Équateur dans la province de Pichincha[1].

## Description
Les mâles mesurent de 38,7 à 42,0 mm et les femelles de 45,5 à 47,3 mm.

## Publication originale
- Cannatella, 1980 : A review of the Phyllomedusa buckleyi group (Anura: Hylidae). Ocassional Papers of the Museum of Natural History. The University of Kansas, no 87, p. 1–40 (texte intégral).